# V402 Большого Пса
V402 Большого Пса (лат. V402 Canis Majoris) — двойная затменная переменная звезда типа Алголя (EA) в созвездии Большого Пса на расстоянии (вычисленном из значения параллакса) приблизительно 33904 световых лет (около 10395 парсеков) от Солнца. Видимая звёздная величина звезды — от +16,29m до +15,84m. Орбитальный период — около 6,9445 суток.